# Válka reunií

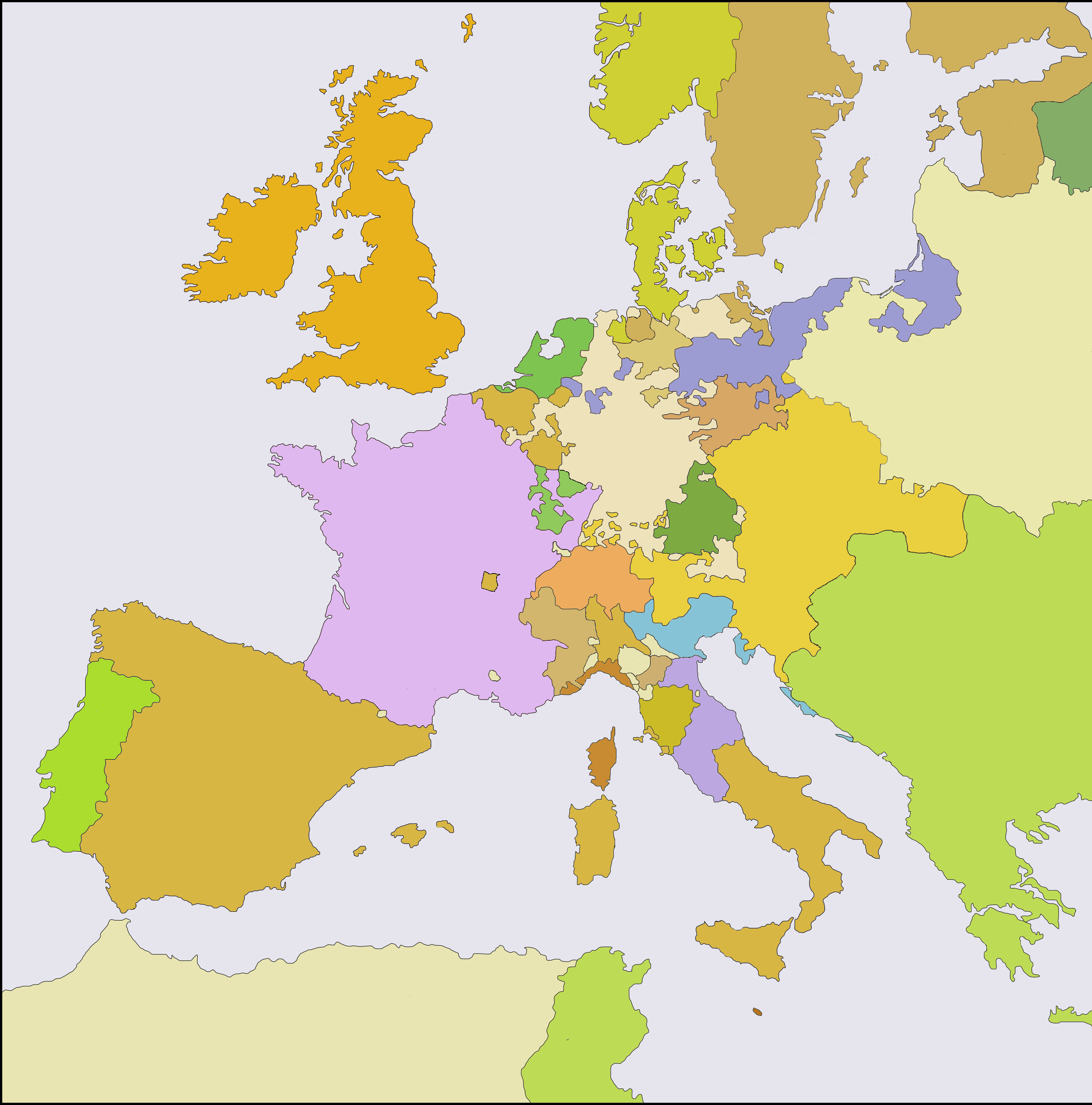
Evropa v roce 1682

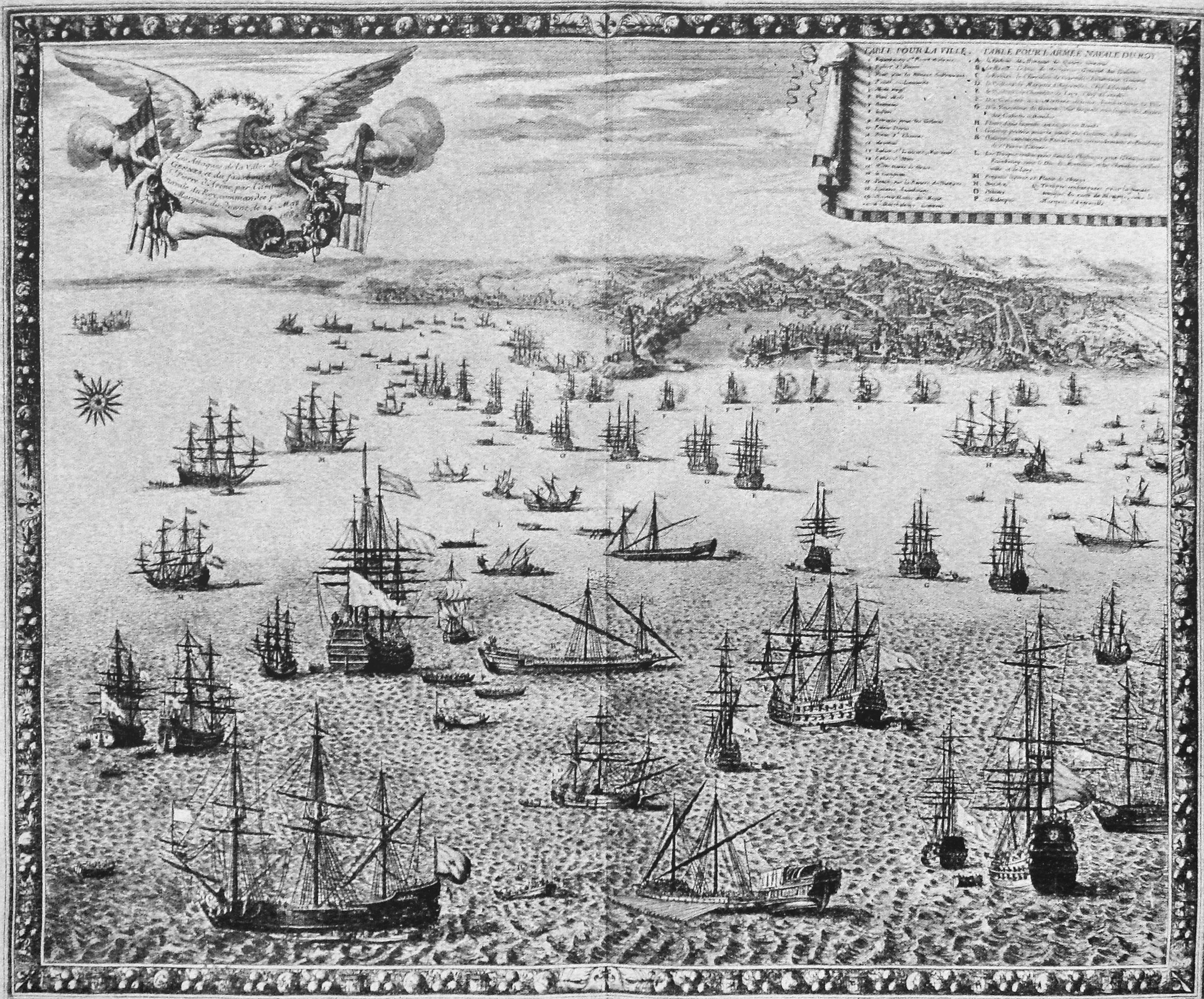
Bombardování Janova

Válka reunií (1683–1684) byla konfliktem, který inicioval francouzský král Ludvík XIV. proti Španělsku a jeho spojencům.

## Casus belli
Důvodem pro vyhlášení války byla skutečnost, že Ludvík XIV. potřeboval splatit narůstající dluhy. Z toho důvodu chtěl neustále rozšiřovat svá území podél severní a východní hranice, zejména v oblasti Španělského Nizozemí, aby mohl od tamějších poddaných vybírat daně. V podstatě tím navázal na války devoluční a francouzsko-nizozemskou, v těch totiž získal spousty měst kolem pohraničí a podle tradice spolu s městem změnily příslušnost i přiléhající oblasti; měly tedy uznat nového vládce. 
Definovat velikost takovéto oblasti však tehdy bylo obtížné a proto Ludvík zřídil speciální "radu reunií", aby ověřila, jestli Francie ovládá všechna území, na která má nárok. Loajální rada po rozboru sporných středověkých spisů rozhodla, že určitá pohraniční území by podle práva měla patřit Francii. Tyto oblasti se skládaly převážně z menších měst a vesnic, a po příjezdu francouzských vojsk téměř nekladly odpor. Ludvík takto ovládl oblasti, které formálně patřily španělským Habsburkům a Svaté říši římské. K nejdůležitějším patří Alsasko, Štrasburk a Lucembursko (a jejich blízké okolí). 

## Průběh války
Francie již v září 1681 anektovala Štrasburk, v listopadu 1683 se zmocnila Kortrijku a v červnu 1684 dobyla Lucemburk, kromě toho obsadila hrabství Vaudémont, město Sarrebourg, knížectví Salm, hrabství Saarbrücken, hrabství Zweibrücken a další. 
Lucembursko se však odmítlo podřídit a španělská vojska v Holandsku podporovaná říšskými oddíly se Francii roku 1683 postavila na odpor. Jako trest za to, že Španělé mohli používat janovský přístav, bylo město Janov 12 dní bombardováno. Francie v této válce vedla a navíc na rozkaz Ludvíka XIV. docházelo k tvrdým represím, které měly zastrašit a odradit nepřátele a udržet vládu v dobytých oblastech. Došlo také k vraždění civilního obyvatelstva, Ludvík nechal vypálit 20 vesnic jako odpověď na to, že Španělé zničili dvě stodoly na okraji území Francie.
Ačkoli Ludvík odmítl podpořit tehdejší Svatou ligu (1684) v boji proti Osmanům a dokonce Turky tajně podporoval, nebylo pro něj dále výhodné bojovat s Říší, proto souhlasil s Ratisbonským (řezenským) mírem (1684), který zaručoval 20 let příměří mezi Říší a Francií, a nechal svého bratrance Karla II. (anglického krále), aby rozsoudil vlastnictví sporných území. Francie tedy dočasně připojila území Alsaska, Štrasburku a Lucemburska, ale podnítila proti sobě další evropské země, které se obávaly její rostoucí moci.